# Chrysolaena
Chrysolaena é um género botânico pertencente à família Asteraceae.
Compreende 13 espécies descritas e destas, apenas 9 aceites.

## Taxonomia
O género foi descrito por Harold E. Robinson e publicado em Proceedings of the Biological Society of Washington 101(4): 956. 1988. A espécie-tipo é Vernonia flexuosa Sims.  = Chrysolaena flexuosa (Sims) H.Rob.	

## Espécies
- Chrysolaena flexuosa (Sims) H.Rob.
- Chrysolaena guaranitica Dematt.
- Chrysolaena hatschbachii H.Rob.
- Chrysolaena lithospermifolia (Hieron.) H.Rob.
- Chrysolaena obovata (Less.) M. Dematteis
- Chrysolaena oligophylla (Vell.) H.Rob.
- Chrysolaena platensis (Spreng.) H.Rob.
- Chrysolaena propinqua (Hieron.) H.Rob.
- Chrysolaena verbascifolia (Less.) H.Rob.